# Пея (Иркутская область)
Пея — посёлок в Тайшетском районе Иркутской области России. Входит в состав Мирнинского муниципального образования. Находится примерно в 108 км к северу от районного центра.

## Происхождение названия
По мнению Станислава Гурулёва, топоним образован от коттского pej — ветер.

## Население
По данным Всероссийской переписи, в 2010 году в посёлке проживал 241 человек (123 мужчины и 118 женщин).